# Алексей Корин
Алексей Михайлович Корин е руски живописец и график, жанрист, пейзажист, портретист, представител на Московската школа, късен Передвижник. В много от своите творчески прояви, като предаването на ефектите на естественото осветление, е близък до маниерите на членовете на Съюза на руските художници.

## Произход
Алексей Корин принадлежи към известната палехска фамилия на иконописци. Първото документирано споменаване на иконописците Корини, достигнало до наши дни, е от 1668 г. Дядото на момчето, Николай Иванович Корин, има малко иконописно ателие и е известен миниатюрист. Талантът се предава от дядо на внук и въпреки че бащата не поощрява заниманията на сина си с иконопис, Алексей получава първите уроци от дядо си. Момчето има и сериозната поддръжка на чичо си Дмитрий Николаевич Корин, баща на живописците Александър и Павел Корини.

## Детство и младост
Алексей Корин е роден на 16 март 1865 г. в село Палех, Владимирска губерния. През 1875 – 1876 учи в иконописното ателие на Троице-Сергиевата лавра в град Сергиев Посад, Московска област. На 12-годишна възраст е изпратен в иконописното ателие на известния тогава художник Шокорев (Шоколов) в Москва.
През 1884 г., против волята на баща си, бъдещият художник заминава за Москва и постъпва във фигурния клас на Московското училище по живопис, скулптура и архитектура. Там учи при известни педагози – братята Евграф и Павел Сорокини, Иларион Прянишников, Владимир Маковски, Василий Перов и отчасти при Василий Поленов. Сорокини доживяват своето време, преподавайки изцяло в стил класицизъм, докато по-младите учители вече не прибягват към него. Особено голямо влияние върху развитието на младия художник оказват Маковски и Прянишников, талантливи представители на новия тогава стил в изкуството – реализъм.
По време на обучението си на Корин му се налага да се издържа сам, като рисува портрети и въобще всичко, което му осигурява някакви доходи. Тъй като не може да плаща за частна квартира, живее в общежитието на търговеца Ляпин, където в една стая са настанени по 3 – 4 студента.

## Пльос
През 1889 г., за картината си „След обедната литургия“ получава голям сребърен медал и званието класен художник по живопис. През същата година, заедно с Исак Левитан и група млади художници, работи в град Пльос (Плёс) на Волга. През следващите години често работи там, а впечатленията му са предадени в платната, които създава.
От 1889 г. живее в град Пльос в продължение на 10 години. След това, за още 10 години го посещава през летните и есенни месеци. Рисува от натура и броди по живописните околности на града в търсене на нови мотиви. През 1890-те години художникът работи усилено и създава много пейзажи, портрети и жанрови композиции. Рисунъкъ му е точен, а живописта – свободна и цветна.
Взима участие в различни изложби, от 1885 г. експонира свои картини на изложбите на художествения кръжок „Сряда“ и на Московското общество на любителите художници (МОЛХ). През 1890 г. е удостоен с втора премия на МОЛХ, през следващата година – с първа премия за „Портрет на колекционера Н.В. Мединцев“ (1895), а през 1892 г. отново получава първа премия за „Портрет на възрастна жена“ (1892).
През 1891 г. участва за първи път в изложба на Передвижниците. На следващата година представя картината „Болният художник“ (1892), която получава висока оценка от колегите живописци, критиката и публиката. Творбата е закупена от Павел Третяков за известната му галерия. През 1894 г. художникът става член на организацията на Передвижниците.
Алексей Корин е женен за Серафима Амосова, племенница на учителя му Иларион Прянишников. Двамата имат 7 деца.

## Москва
През 1900 г. се установява за постоянно в Москва, а 4 години по-късно започва работа като преподавател в Московското училище по живопис, скулптура и архитектура. Работи там до 1917 г., като води главния клас и преподава по живопис и рисуване. С благия си характер и толерантността си при обучението, Корин се ползва с дълбоката симпатия и уважение на своите ученици. В началото на 1900-те едновременно с това преподава и в Строгановското художествено-промишлено училище. Почти четвърт век Корин отдава на подготовката на младите художници. Сред учениците му са такива известни творци като Мартирос Сарян, Аркадий Пластов, Павел Кузнецов, Василий Мешков, Борис Йохансон, Пьотър Келин, Александър Герасимов и други.
За заслуги в областта на изкуството и преподавателската дейност през 1901 г. е удостоен с ордена „Свети Станислав“ ІІ и ІІ І степен, а през 1909 – с ордена „Света Анна“ ІІ и ІІІ степен. Получава и медали, учредени в памет на императорите Александър III и Николай II.
Художникът нееднократно пътува из Руския север, като посещава областите Архангелска, Новгородска, Вологодска, Псковска, Владимирска, архитектурния ансамбъл Кижи в Онежкото езеро и други. Известно време работи в Соловецкия манастир на Соловецките острови в Бяло море. Пътешества по Кавказ, Крим и зад граница – във Франция и Италия. От 1897 до 1923 г., период в който творчеството му е посветено главно на Пльос и Волга, ежегодно експонира на изложбите на передвижниците.
Корин има голямо семейство и грижата за него му налага да рисува много поръчкови портрети, да се включва в създаването на стенописи в някои храмове и да участва в реставрационни дейности. Но любим негов жанр остава пейзажа. През периода 1900 – 1910 Корин създава множество интересни портрети и забележителни платна, свързани с Руския Север.
През 1900 г. участва в организацията на художествения отдел на Тоболския музей, 10 години по-късно – и на Вятския художествено-исторически музей. През 1911 г. показва свои произведения на Световното изложение в Рим. По-късно Корин заминава и за Париж. Пътуването и опознаването на френската живопис оказват влияние върху следващите му произведения, в които се появява нов маниер на рисуване.

## Село Мариино
След Октомврийската революция от 1917 г. художникът се заселва окончателно в село Мариино, където в продължение на много години строи дача с ателие. По това време постоянни теми на етюдите му са Пльос, Палех и селцето, в което вече живее. През 1918 и 1919 г. участва в държавните изложби в Москва и Рязан.
От напрегната работа и крайно нервно напрежение Корин почти губи зрението си. Това го принуждава да напусне работата си като преподавател в Московското училище по живопис, скулптура и архитектура. След продължително лечение и спокойствието на селото, художникът бавно започва да се възстановява. Постепенно успява да довърши дачата си на село и да изплати дълговете си. Даже организира собствено домакинство – обработва градината, коси сено.
През 1922 г. Алексей Корин заболява тежко и умира на 1 февруари 1923 г. в село Мариино, Тверска губерния. Погребан е край храма „Света Троица“, близо до дома му. Гробът му е унищожен от немската войска по време на Втората световна война.
На последната, XLVIII изложба на Передвижниците, колегите му организират посмъртна експозиция с 35 работи на Корин. Ретроспективни изложби на творчеството му се състоят през 1936 и 1981 в Москва и през 1936 в Палех.

## Творчество
Ранните жанрови творби на Корин, като правило, срещат одобрението на публиката и положителни отзиви от критиката. Постепенно в основата на творчеството му застават главно пейзажът и портретът. В по-късните си произведения, които само условно могат да се отнесат към жанровата живопис, преобладава пейзажно-портретното начало.

### Пейзажи
Алексей Корин е майстор на камерната живопис, което се определя не само от малките размери на картините му, но и от особената интимност на образите, не излизащи от рамките на ежедневния живот и семейния и приятелски кръг на художника. Корин е особено очарован от Пльос, чиито околности стават едни от любимите и най-плодотворни места за пленерната му живопис. Произведенията му винаги са лирични като настроение и проникнати от поетично усещане на природата – „Пльос. Червената мелница“ (1896), „Летен пейзаж с къща“ (1900), „Пльос. Път“ (1901), „Село“ (1903), „Пльос. Буксир“ (1903), „Топъл ден“ (1910), „Поле с маргаритки“ (1909), „Плет“ (1915), „Брезичка“ (1915), „Люляк“ (1920), „Цъфнала поляна“ (1920).

### Жанрова живопис
През 1891 г. рисува една от най-известните си картини – „Болният художник“. Появата на това произведение е свързана с реални, драматични събития. През същата година от туберкулоза тежко заболява Иларион Прянишников, учител и приятел на художника. Той става и негов роднина, след женитбата на Корин за неговата племенница. Смъртта на Прянишников три години по-късно е голям удар за Алексей, а и за многочислените колеги, приятели и ученици на големия творец. Корин рисува картината именно под влияние на тези тежки преживявания.
Художникът създава ярки типажи на волжки работници, рисувани с тънко чувство и прекрасно живописно майсторство – „Провалил се отново“ (1891), „Овчари“ (1894), „Бурлаци“ (1897), „Край църквата“ (1921). Героите от картините „Зимогор“ (1902) и „Пльос. Риболовна мрежа“ (1903), не са измислени персонажи, а реални хора, живеещи в Пльос. Тези платна са рисувани непосредствено от натура, изпълнени са със свободен живописен маниер и са наситени с цветове и светлосенки.
Към числото на най-добрите жанрови произведения на Корин спадат „В отсъствие на жената“ (1893), „Любител“ (1897), „Чайки“ (1912), „Прозорец“ (1912). Други известни негови картини са „Пльос. Интериор. Домът на Анушка Бомбина“ (1898), „С книга“ (1900), „Цигански табор“ (1902), „Екипаж. Дугино“ (1911).

### Портрети
Корин активно участва в обществения живот в Пльос, създава много познанства с местни жители и рисува портрети на някои от тях. В колекцията на Пльоския музей се пази „Портрет на доктор Ф.П. Чекалов“ (1910), лекар в градската болница. Известни други работи от този вид са „Портрет на момиченце“ (1888), „Портрет на Н.С. Амосов“ (1890-те), „Портрет на възрастна жена“ (1892), „Глава на старец“ (1897), „Портрет на колекционера Николай Мединцев“ (1895), „Две момиченца“ (1910), „Французойка“ (1912), „Портрет на С.С. Корин“ (1913).

### Стенописи
От 1911 г., в течение на 6 години, пътува до България и участва в създаването на стенописите на храма „Александър Невски“ в София. Художникът изпълнява 4 големи фрески в централния обем на храма – „Възкресението на Лазар“, „Христос пред народа“, „Христос благославя деца“ и „Възкресяването на сина на Наинската вдовица“. В България участва и в стенописите на храм-паметника „Рождество Христово“ в Шипченския манастир.
Корин прави много стенописи и в Русия. През 1895 г. взима участие в изработването на фреските на Казанския катедрален събор в град Оренбург. В продължание на 2 години, от 1900, работи по стенописите на храма „Успение Богородично“ в московския район Печатники. Активно работи по реставрацията на стенописите в Троицко-Сергиевската лавра в град Сергиев Посад. Благодарение на заплащането на този труд, Корин успява да замине за Париж.
През целия си живот художникът се занимава и с реставрации. Между 1910 и 1915 г., като член на Московското археологическо общество, влиза в състава на Особената изпълнителна комисия по реставрацията на Успенския и Благовещенския събор в Московския Кремъл.

## Музеи и галерии
Днес произведенията на Корин се съхраняват в повече от 50 художествени музеи и галерии, както и в частни колекции – в Москва, Санкт Петербург, Минск, Краснодар, Перм, Вологда, Владимир и в още много други градове. Пльоският музей-резерват включва в колекцията си 17 живописни и 7 графични работи на Корин. Държавният руски музей също притежава творби на художника, а в Третяковската галерия са съхранени около 100 негови живописни и графични произведения.
Творби на Корин са изложени в музеите и галериите и на други държави – Чехия, България, САЩ, Украйна, Киргизия, Беларус, Естония и други.
- Стара жена (1880-те)
- Провалил се отново (1891)
- Две момиченца (1910)
- Топъл ден (1910)
- Прозорец (1912)
- Край църквата (1921)